# Kejda

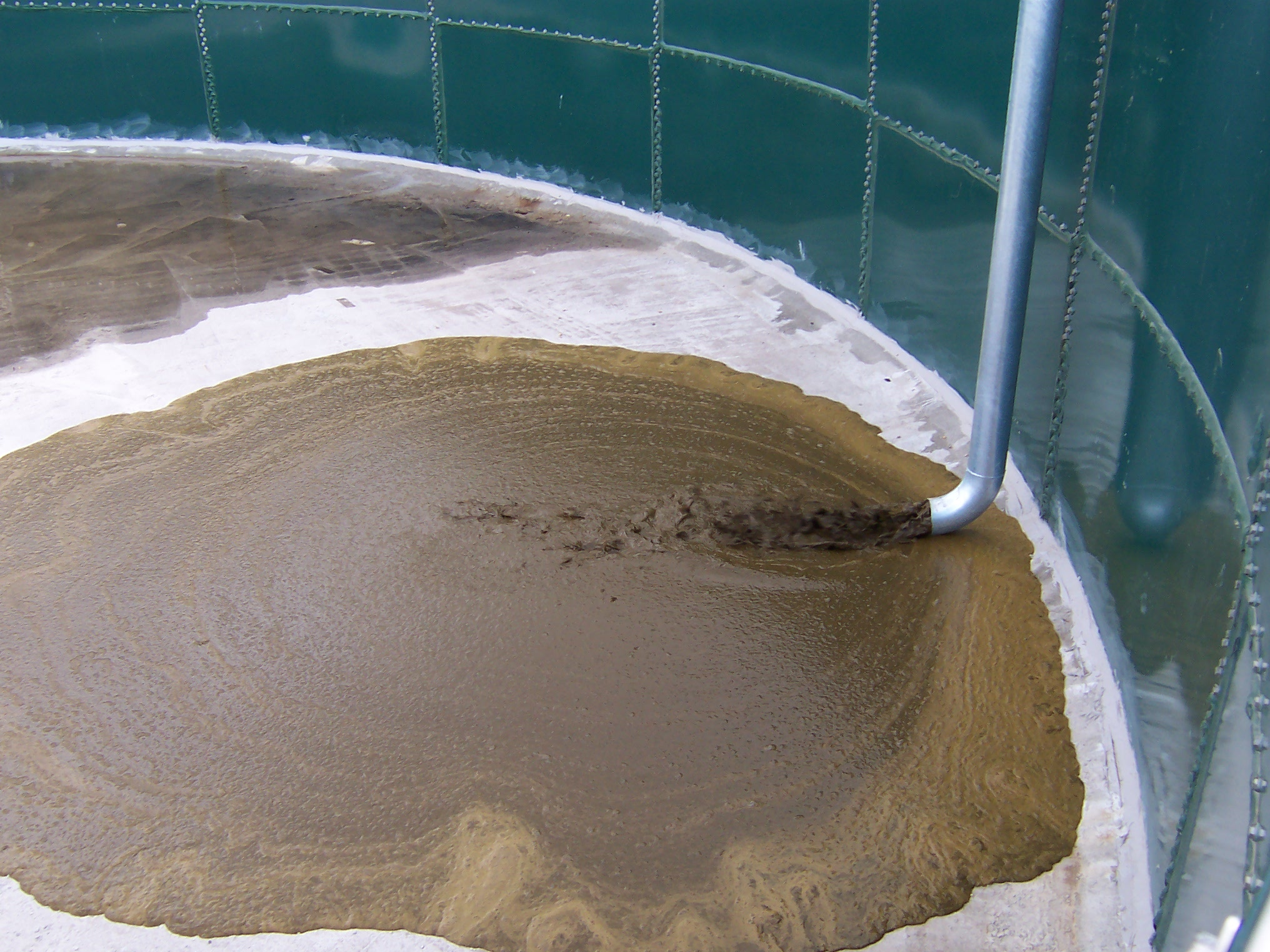
Kejda v nádrži na kejdu.

Kejda hospodářských zvířat (skotu, prasat, drůbeže) je tekuté statkové hnojivo, částečně zkvašená směs tuhých a tekutých výkalů hospodářských zvířat a zbytků krmiv s podílem technologické vody a větším nebo menším množstvím steliva. Je odhadováno, že v ČR produkce kejdy v první dekádě 21. století klesá, produkce kejdy v roce 2007 (3.4) byla oproti roku 1990 (12,4) asi poloviční. Likvidace a nadprodukce kejdy prasat byla v roce 2001 vzhledem k používaným technologiím v ČR považována za problém, už s ohledem na fakt, že v ČR zemědělství po průmyslu představuje největší zdroj odpadů.

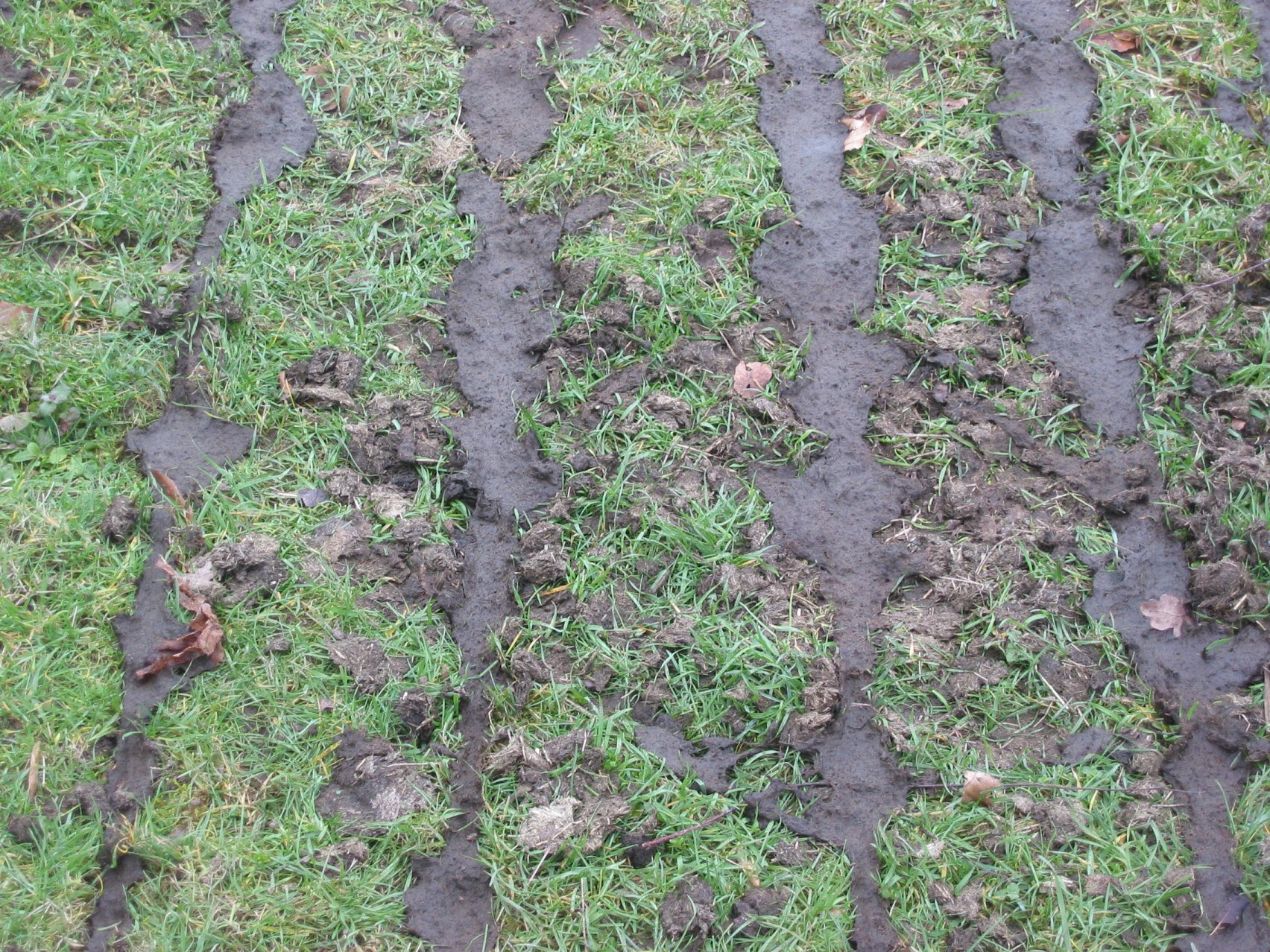
Kejda aplikovaná na povrch pastviny.

## Vlastnosti
Hnojivo se snadno přístupnými živinami, N ve formě amoniakální 50 - 60%, mikroprvky, živiny P, K, Mg jsou v rostlinou přijatelných formách.
Průměrný obsah živin v kejdě v % čerstvé hmoty (Škarda, 1992):

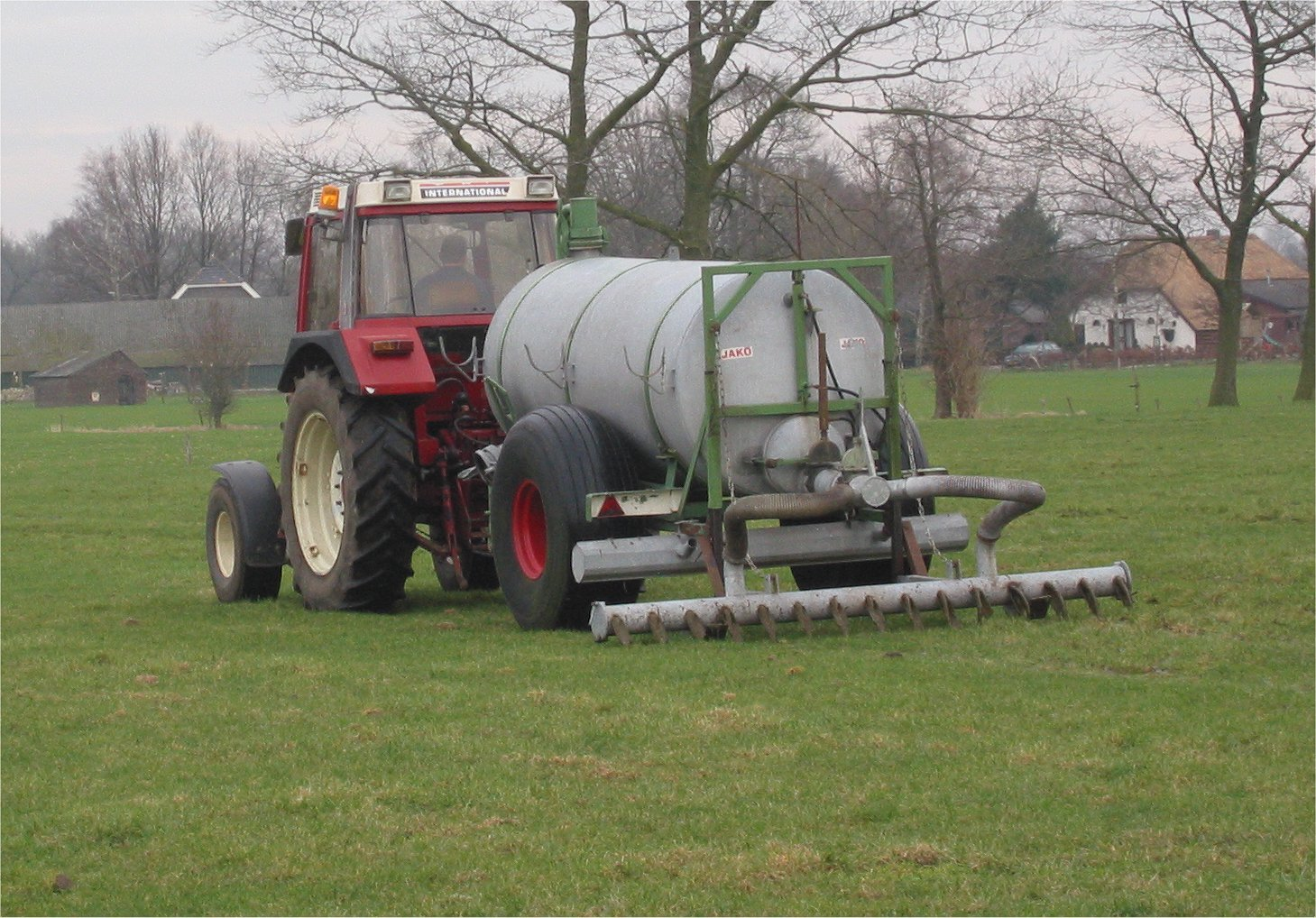
Aplikace kejdy do půdy.

| Druh kejdy | Sušina | Org. látky | N   | P    | K    | Ca  | Mg   |
| ---------- | ------ | ---------- | --- | ---- | ---- | --- | ---- |
| Skot       | 7,5    | 5,5        | 0,4 | 0,10 | 0,40 | 0,1 | 0,04 |
| Prasata    | 7,5    | 6,0        | 0,6 | 0,2  | 0,2  | 0,2 | 0,05 |
| Drůbež     | 15,0   | 10,5       | 1,0 | 0,30 | 0,3  | 1,0 | 0,10 |

## Produkce
Kvalita kejdy je mimo jiné hodnocena podle obsahu vody, přečemž řídká kejda s velkým množstvím vody je méně hodnotná než hustá. Dodržováním předepsaných technologí lze obsah vody a množství kejdy optimalizovat. Kvalita kejdy jako hnojiva, co se obsahu rostlinných živin nebo nežádoucích příměsí týče, je závislá například na druhu zvířat, jejich stáří, cílech chovu, použitých krmivech. Významné rozdíly lze pozorovat u různých způsobů odklízení výkalů.
Produkované množství kejdy podle vztahu jednotlivých složek (Fecenko, Ložek, 2000):
K = Pv + Pm + Zk + V1 + V2
K - množství kejdy v kg.kus-1.den-1

Pv - produkce tuhých výkalů

Pm - produkce moče

Zk - zbytek krmiva

V1 - voda na čištění stáje

V2 - voda potřebná na rozplavení sedimentů a odčerpání kejdy

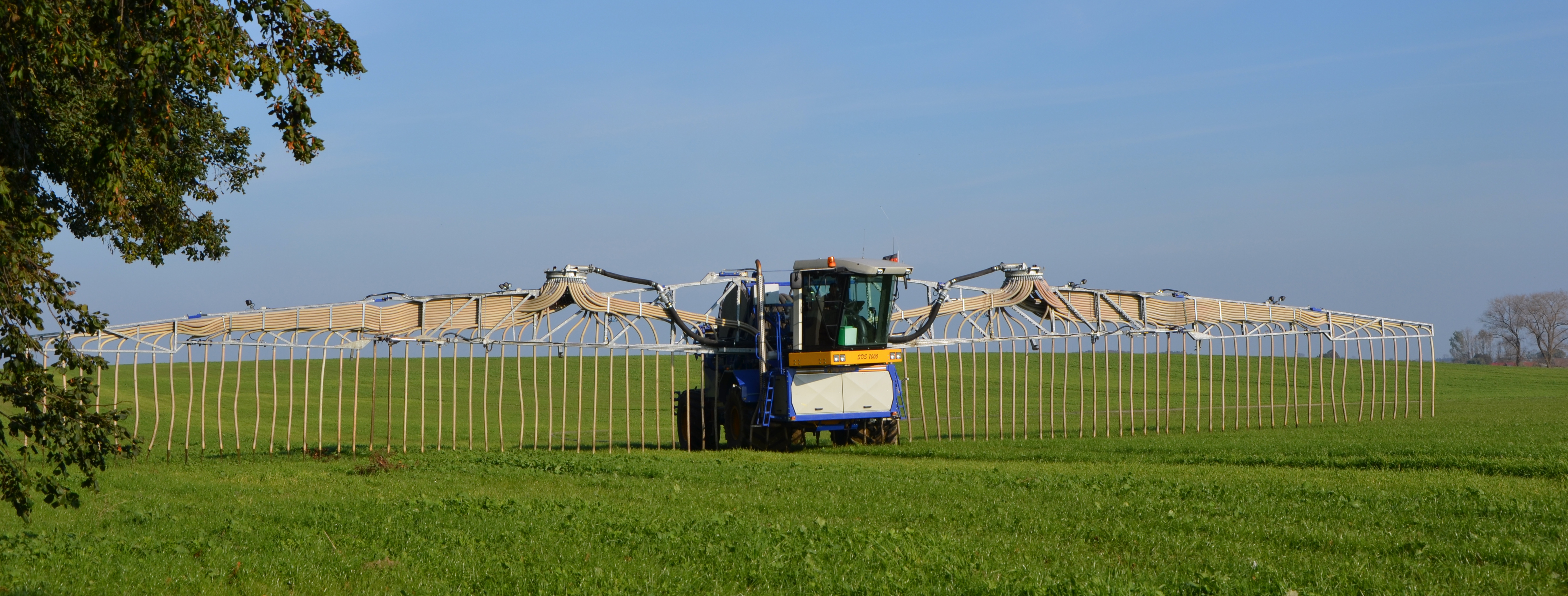
Samonosný aplikátor kejdy.

V živočišné výrobě je pro kejdu nutné použít nádrže k dočasnému skladování, často i velkého množství tohoto materiálu. Kejdu je třeba před použitím 6 měsíců skladovat, aby se zbavila cizopasníků. Při skladování kejdy jsou odstraněny rizika infekcí, jako jsou koliformní bakterie, salmonely, spirochety, zárodky parazitů, dochází v kejdě k rozkladu látek, jenž působí na rostliny inhibičně (kyselina hippurová, kyselina močová, kyselina benzoová, ap.) a také dojde k snížení klíčivosti obsažených semen plevele.
Několikaměsíční skladovací kapacita je proto nezbytná pro ekonomické a právní důvody související s použitím kejdy jako hnojiva. Kejda je uložena v otevřených nebo uzavřených systémech různých typů (sila), kde dochází k pravidelnému míchání hmoty. Skladovací nádrže musí obsahovat rezervy pro případ havárie nebo infekce, tzv. havarijní objem.

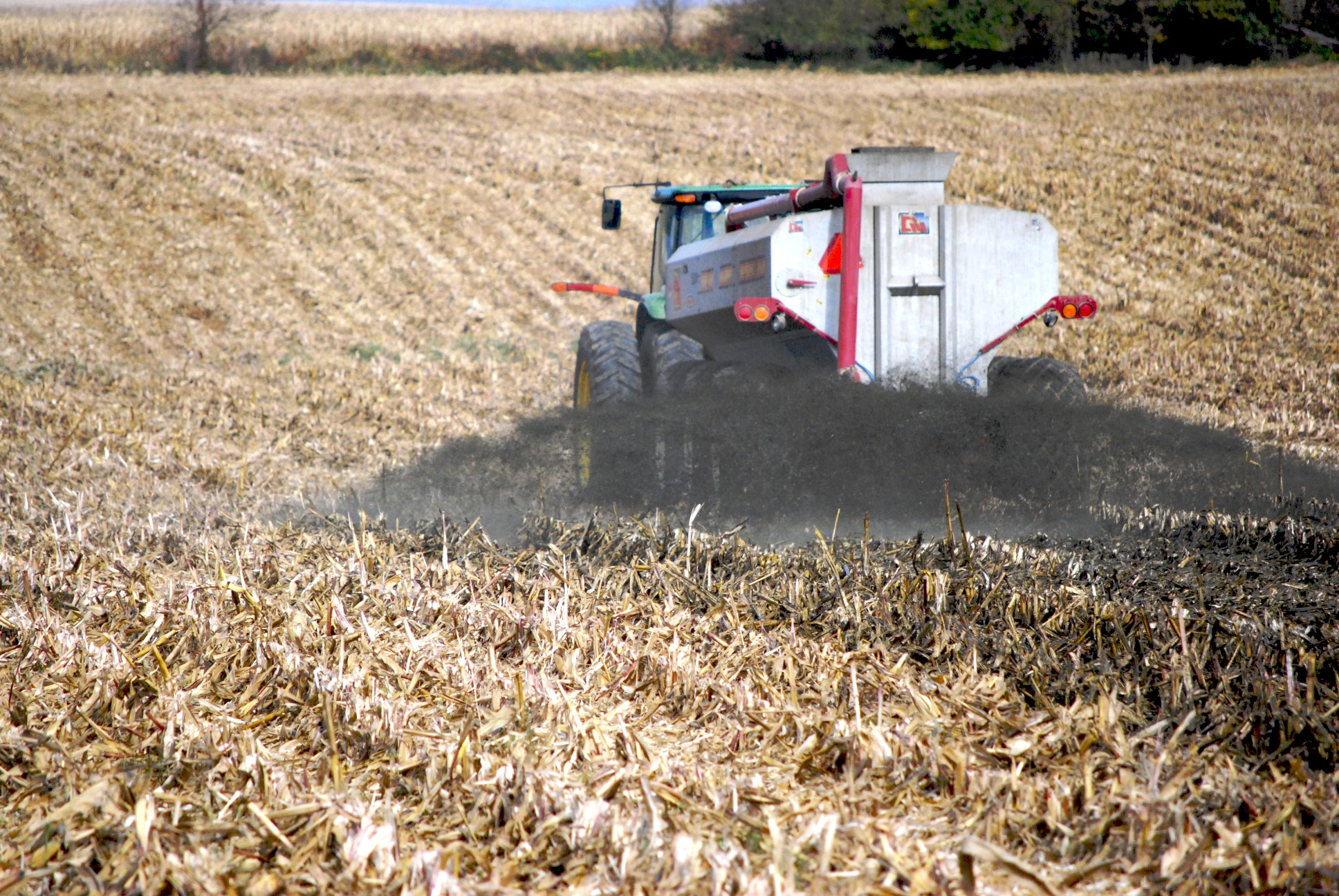
Aplikace kejdy rostřikem.

Zákon č. 156/1998 Sb., o hnojivech (novela č. 9/2009 Sb.) a vyhláška Ministerstva zemědělství č. 274/1998 Sb., ukládá, že tekutá statková hnojiva se skladují v nepropustných nadzemních, popřípadě částečně zapuštěných nádržích, v zemních jímkách nebo v podroštových prostorech ve stájích. Způsob skladování může výrazně ovlivnit kvalitu kejdy. Kejdu je vhodné míchat s dalšími materiály, jako je seno, sláma, piliny, hobliny, což pomáhá mimo jiné také redukovat nepříjemné pachy.

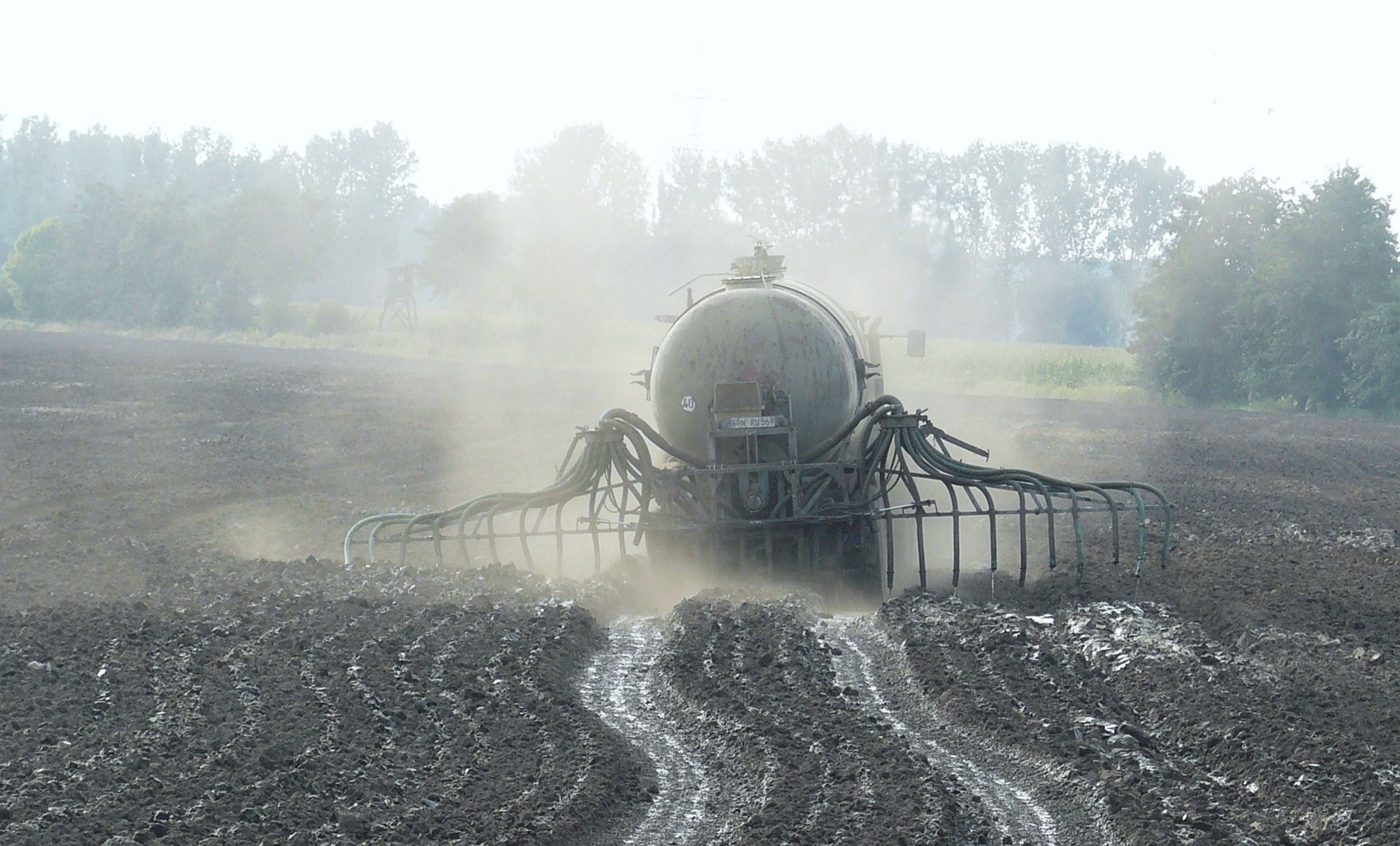
Hadicový aplikátor.

Průměrná denní a roční produkce kejdy dle druhů zvířat [kg /t/DJ] (KCHPD, 2004):

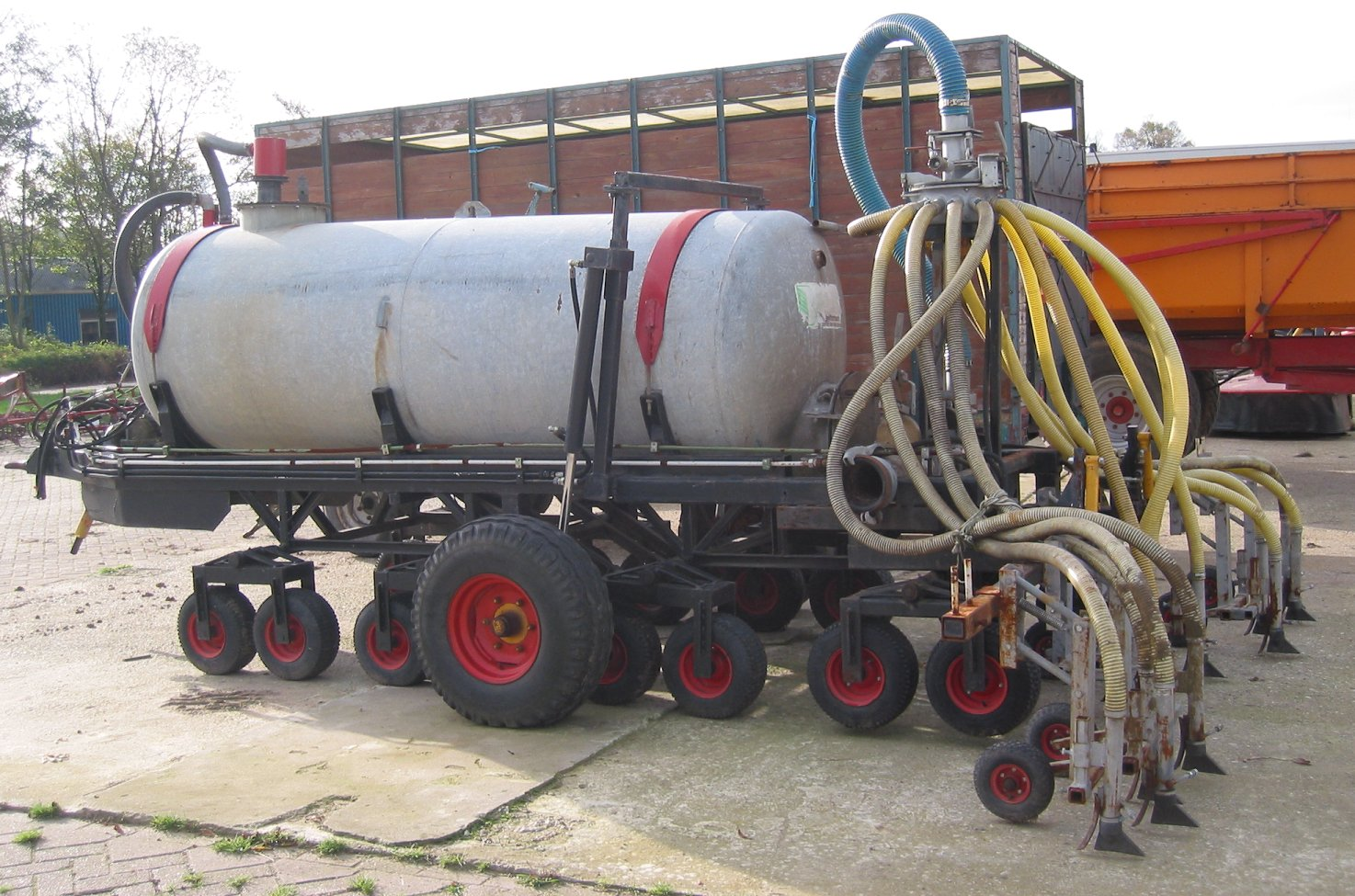
Aplikátor s aplikační botkou.

| Druh hosp. zvířete | Denní produkce [kg] | Roční produkce [t] |
| ------------------ | ------------------- | ------------------ |
| Skot               | 50                  | 18–22              |
| Telata             | 65                  | 24                 |
| Prasata            | 40–70               | 15–26              |
| Drůbež             | 50–100              | 18–36              |

## Použití
Tradičně je jako suspenze používána jako hnojivo na pole, louky a pastviny. Je aplikována na povrch nebo přímo do země. Kejda je považována za kvalitní hnojivo a lze ji použít na posklizňové zbytky před zaoráním. Je ovšem zakázáno použití kejdy k hnojení v období od 15. listopadu až do konce ledna nebo sněhem pokrytou nebo zamrzlou půdu. Kejda skotu se v praxi se používá od 3 % sušiny, ovšem je doporučováno používat ke hnojení kejdu skotu o průměrném obsahu sušiny 7,5 %. (Richter et al. 2002).
Kejda je doporučována jako hnojivo k plodinám s delší vegetační dobou, jako jsou okopaniny, pícniny, zeleniny, nebo k hnojení luk a pastvin. V Německu je pro pěstování ovoce a zeleniny použití kejdy v zásadě zakázáno, protože v trusu zvířat se vyskytují nebezpečné patogeny.

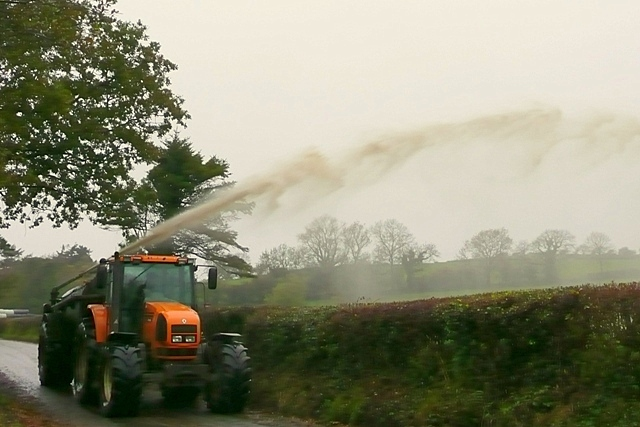
Aplikace kejdy aplikačním dělem.

Použití kejdy s sebou nese možné účinky na životní prostředí. Pokud je kejda aplikována nadbytečně, v nevhodné období (ve střední Evropě zima), je zde riziko splavování živin do hlubších vrstev půdy a také do podzemních a povrchových vod. Dusíkaté sloučeniny, obvykle ve formě (NH4 +) nebo (NO3) mohou způsobit eutrofizaci ve vodním prostředí, mimo jiné ovlivnit vývoj řas, sinic a způsobit úhyn ryb. Splavování na živiny bohaté půdy erozí výrazně ovlivňuje složení flóry v okolí polí. Správně vyrobená a ošetřená kejda je velmi významným zdrojem rostlinných živin, při správné aplikaci zvyšuje půdní úrodnost. Aplikace kejdy na povrch půdy, zejména při použití širokého rozstřiku nebo aplikačních děl, je spojena s významnou ztrátou živin, zejména ve formě amoniaku. Proto je vhodná aplikace, nebo alespoň následné zaorání kejdy do půdy. Vhodné technické prostředky pro přesnou aplikaci snižují úniky živin a zápachu.
K použití kejdy pro obohacení jiného materiálu, nebo pro aplikaci hnojiva přímo do půdy slouží kejdovač. Různé typy kejdovače mohou mít odlišné typy aplikátorů. Tyto prvky mají zajistit rovnoměrnou aplikaci které vede k lepšímu využití kejdy.
Používány jsou především aplikátory :
- hadicové
- rozstřikovací
- podpovrchové
- aplikační děla

Aplikační děla umožňují hnojit i během nepříznivého počasí, kdy lze na požadovanou plochu aplikovat hnojivo přímo z polních cest.
Podpovrchové aplikátory se dělí:
- diskové
- radličkové
- dlátové

Syren technologie
K zabránění nadměrného úniku živin se v roce 2020 začíná používat nová technologie vstřikování kyseliny sírové nebo fosforečné do aplikovaných tekutých hnojiv. S touto novinkou přišla firma Vogelsang ve spolupráci s firmou Biocover. Přidáním kyseliny do hnojiva dojde k okyselení kejdy a lepšího využití tekutých hnojiv. Při aplikování kyseliny do hnojiva dojde ke snížení pH hnojiva a amoniak se přemění na amonnou sůl. Amonná sůl se následně z kejdy neuvolňuje, zůstává ležet na pozemku a je přístupná pro rostliny. Tuto metodu je možné využít nejenom u kejdy, ale větší význam má digestátu, který má vyšší hodnotu pH. Správným použitím této technologie je možné docílit snížení úniku dusíku až o 70 %. Aplikovaná kyselina o hnojiva je následně použita jako dodatečné hnojivo pro rostliny, které má pozitivní vliv na výnos plodin.  
K aplikování kyseliny do tekutého hnojiva je zapotřebí použít technické systémy na fekální cisterně. Cisterna musí být vybavena senzorem, který snímá či měří aktuální kyselost tekutého hnojiva a na základě toho přidává potřebné množství kyseliny. Kyselina se do tekutého hnojiva aplikuje pomocí směšovacího injektoru, který je umístěn na vývodu z cisterny k hadicovému aplikátoru. Kyselost tekutého hnojiva je vhodné udržovat na hodnotě 6. Kyselinu je třeba přimíchávat až v době aplikování hnojiva na pozemek, jelikož při přidání kyseliny do hnojiva dojde k napěnění. To je hlavní důvod proč je potřeba kyselinu přidávat až těsně před aplikací. Pro převoz kyseliny se používají nádoby, které jsou odolné kyselinám a při manipulaci s kyselinou musí docházet k daným opatřením, s kterými musí být obsluha seznámena a měla by je dodržovat. 
Výhodou této technologie je především zabránění nadměrnému úniku čpavku. Dalším plusem je, že nedochází k velkému zápachu v okolí pozemku a díky snížení emisí za špatných povětrnostních podmínek je větší volnost z pohledu aplikace. Tato technologie je použitelná pouze pro hadicové či botkové aplikátory, kdy dochází k aplikování hnojiva na povrch půdy a potřebuje co nejvíce zabránit úniku čpavku.   

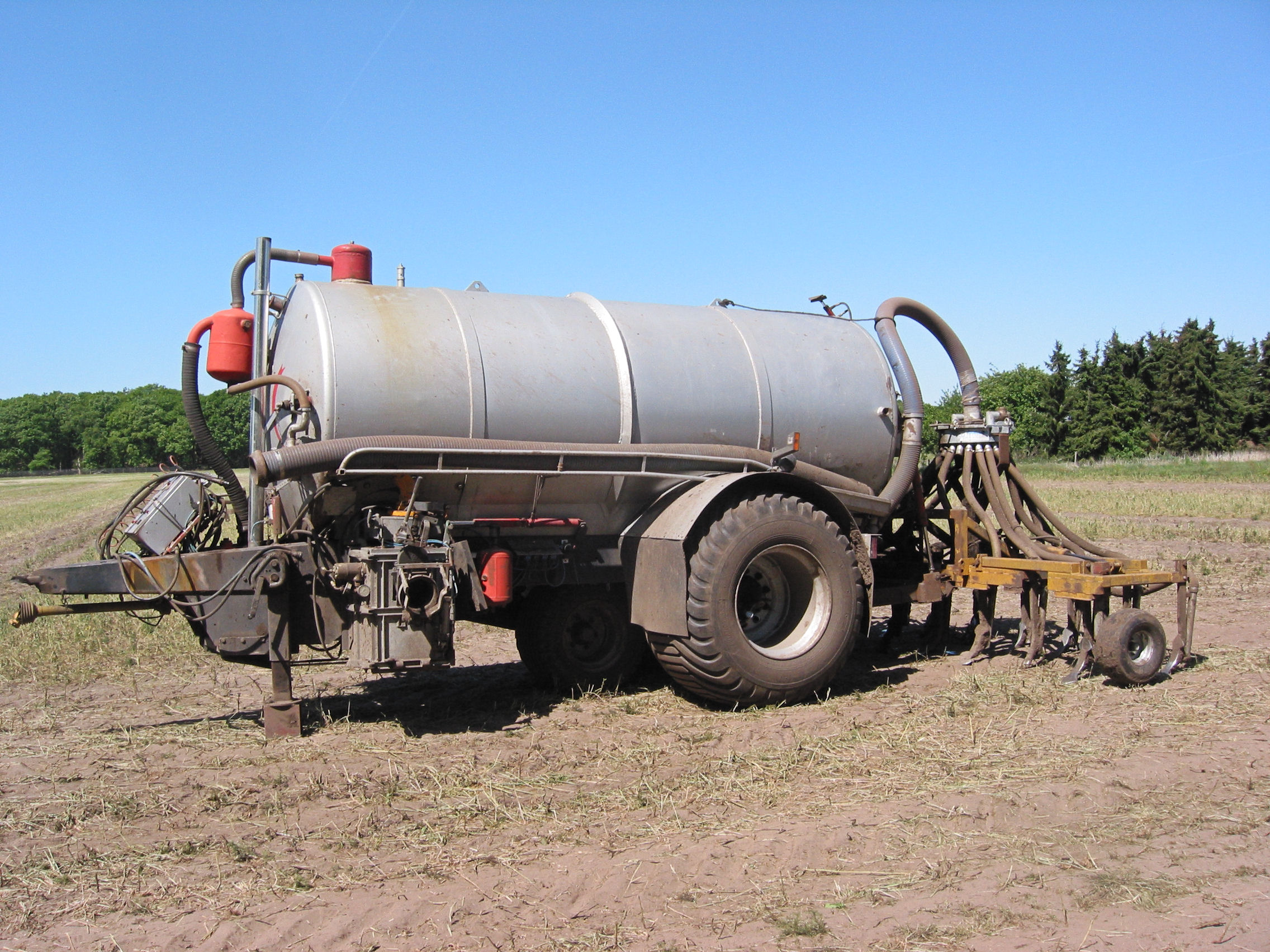
Podpovrchový aplikátor pro zemědělskou půdu.

### Výroba bioplynu
Kromě použití kejdy jako hnojiva, může být také použita pro výrobu energii, jako substrát ve fermentoru bioplynové stanice. Zde je pomocí mikroorganismů vytvářen na methan bohatý bioplyn, který se spaluje pro výrobu bioenergie.
Všechny z hlavních živin pro rostliny lze nalézt ve zbytcích po fermentaci. Dostupnost dusíku pro rostliny se v odpadním produktu zvyšuje. Během digesce byly také odstraněny veškeré organické sloučeniny. Přeměna sirovodíku na elementární síru a reakce během fermentace také se snižují zápach při aplikaci produktu fermentace jako hnojiva nebo jeho dalším kompostování.

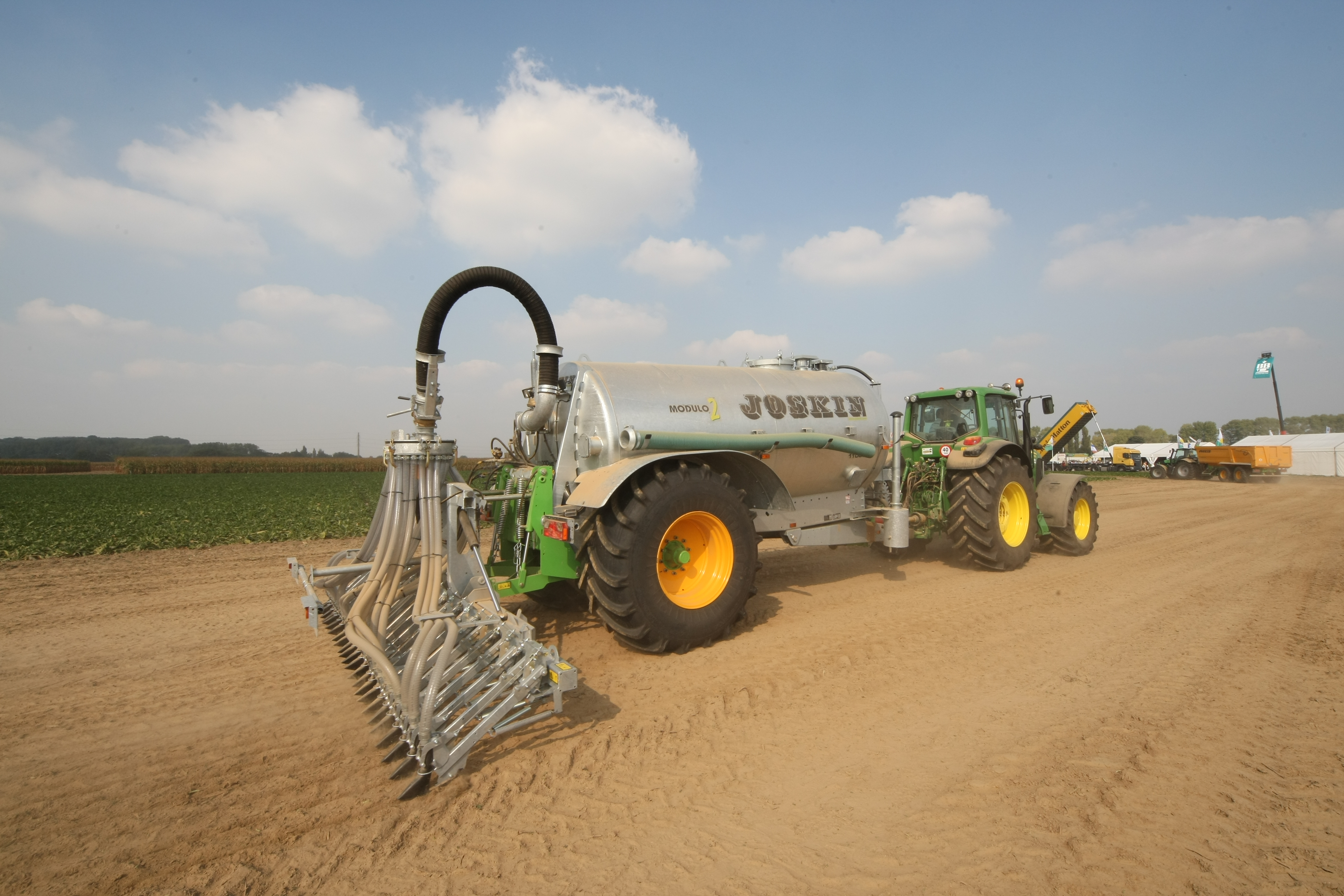
Ukázka aplikace do zemědělské půdy technologií omezující ztráty živin.

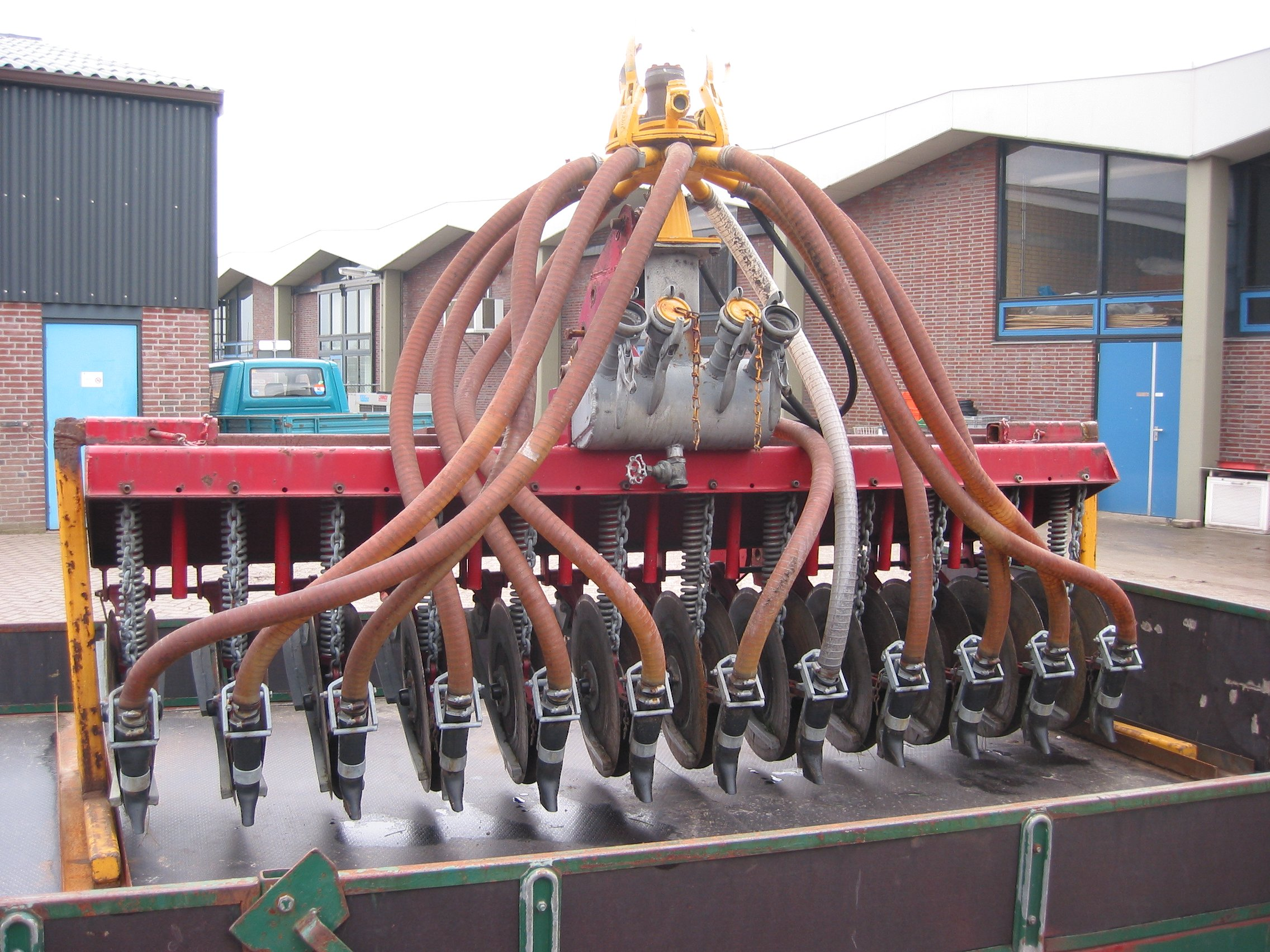
Aplikátor kejdy, detail.

## Použití kejdy při pěstování žampionů
Kejdu lze použít jako náhradu koňského hnoje při pěstování žampionů. Tuhý separát kejdy a kejda prasat se smísí se slámou, drůbežím trusem a sádrou.

## Metody zpracování kejdy
- Anaerobní digesce s produkcí bioplynu
- Kompostování
- Odvodnění / vysoušení
- Smíchání se suchými materiály (sláma)
- Skladování a přímá aplikace do půdy

## Kejdový hnůj
Kejdový hnůj je směs drcené podestýlky s tuhými výkaly, kompostem a močůvkou, zředěná vodou. Používá se na porosty pícnin nebo při bezstelivové technologii ustájení (rošty).